# Manuel Correia de Lacerda
Manuel Correia de Lacerda (* 21. Juni 1679 in Lissabon, Portugal; † 1751 in Portugiesisch-Timor) war von 1748 bis 1751 Gouverneur der Kolonie Portugiesisch-Timor. Er starb während der Ausübung seines Dienstes in der Kolonie. Bis zur Ankunft seines Nachfolgers Manuel Doutel de Figueiredo Sarmento übernahmen die Verwaltung der Kolonie Pater Jacinto da Conceição und João da Hornay.

## Familie
Lacerda war ein Fidalgo da Casa Real, ein Adliger aus königlichem Hause. Die Eltern des Gouverneurs waren Manuel Correia de Lacerda, Fidalgo da Casa Real, und Luísa Maria Antónia de Portugal Coronel de Sá e Menezes. Von beiden Seiten her war er ein Nachkomme des portugiesischen Königs Alfons I.
Manuel Correia de Lacerda war zweimal verheiratet. In erster Ehe mit Catarina de Mendonça Furtado, in zweiter mit Joana de Abreu Sampaio, die er in Macau 1728 heiratete. Von ihr hatte Lacerda drei Söhne und zwei Töchter.